# Comté de Kajiado

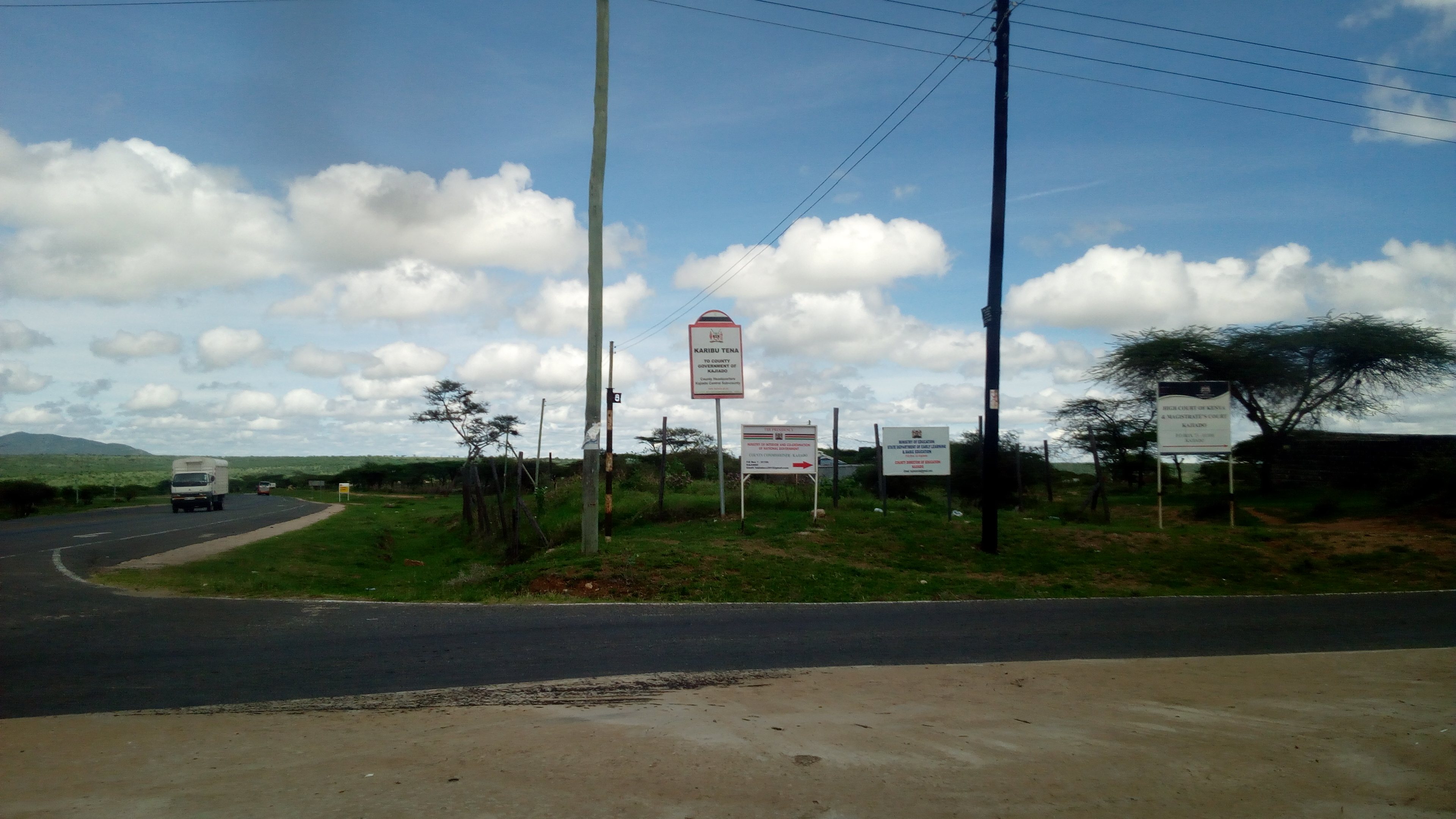
Route entre Kajiado et Namanga.

Le Comté de Kajiado est un comté de l'ancienne province de la Vallée du Rift au Kenya. 